# نورتون (اوهایو)
نورتون(به انگلیسی: Norton) شهری در ایالت اوهایو کشور ایالات متحده آمریکا است که جمعیت آن در سرشماری سال ۲۰۱۰ میلادی، ۱۲٬۰۸۵ نفر بوده‌است.